# Laxá í Aðaldal

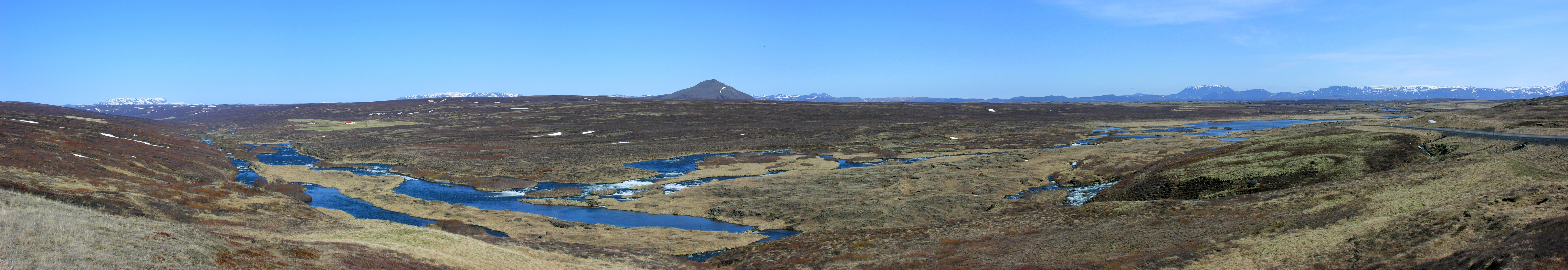
Laxárdalur

Die Laxá í Aðaldal ist ein Quellfluss in Nordisland.

## Name
Wie der Name (deutsch „Lachsfluss“) vermuten lässt, ist sie ein beliebter Angelfluss. Den Namen Laxá tragen einige Lachsflüsse im Land. Sie unterscheiden sich durch Namenszusätze, in der jeweiligen Gegend werden sie meist abgekürzt Laxá genannt.
Der Fluss trägt nach den Bezirken auch die Bezeichnungen Laxá í Mývatnssveit und Laxá í Þingeyjarsýslu.

## Verlauf
Die Laxá ist der Abfluss aus dem See Mývatn, sie verläuft durch die Täler Laxárdalur und Aðaldalur, vorbei am Torfhof Grenjaðarstaður, nach NNW und mündet südlich von Húsavík in die Bucht Skjálfandi. Ca. 340 kleine Inseln, auf denen viel Brutgebiete liegen, befinden sich im Fluss. Kurz vor der Mündung liegen die 3 m hohen Æðarfossar.

## Geologie

### Laxálava
Der Boden des Tales ist bedeckt mit Laven, die aus den Kratern des Krafla-Systems stammen und mehrere Tausend Jahre alt sind. Die ältere Lavaschicht entstand vor 3800, die jüngere vor 2700 Jahren. Die Laven strömten ca. 70 km bis zum Meer und bildeten da, wo sie auf Feuchtgebiete stießen, Pseudokrater und Hornitos. Der See Mývatn verdankt seine Entstehung ebenfalls diesen Vulkanausbrüchen, da die Laven das Flusstal verstopften und dadurch den See aufstauten.
Die sog. ältere Laxálava entströmte vor ca. 3.800 Jahren dem Schildvulkan Ketildyngja, ca. 25 km im Südosten des Mývatn gelegen. Durch schmale Schlucht Selhjallagil flossen die Laven ins Seegebiet und veränderten dieses gründlich, indem sie Abflüsse aufstauten und so den ersten See in der Gegend bildeten. Im Anschluss folgten die Laven dem Aðaldalur und ergossen sich in einer Entfernung von 50 km in die Bucht Skjálfandi.
Vor etwa 2.000 Jahren erfolgten neuerliche Ausbrüche, die große Lavaströme produzierten. Es handelt sich hier um die sog. Jüngeren Laxálaven, die der Kraterreihe der Þrengslaborgir-Lúdentsborgir entströmten.

### Hornitos im Aðaldalur
Die Lavaströme der Laxálaven bedeckten im Tal Feuchtgebiete. Es kam zu kleineren phreatischen Explosionen, die ähnlich wie in Skútustaðir oder im Falle der Rauðhólar bei Reykjavík Pseudokrater und Hornitos schufen. Solche kleinen Krater verfügen über keinen direkten Zugang zu einem Magmareservoir.
Durch das Feld der Hornitos führen einige Wanderwege und mindestens einer der Hornitos ist sehr leicht zugänglich und begehbar, er heißt Knútsstaðaborg. Andererseits muss man auch aufpassen, nicht in verborgene Höhlen oder Spalten im Lavafeld zu stürzen, wie es dem dort ansässigen Bauern Steingrímur Baldvinsson geschah, der einige Tage in einer solchen Höhlung verbringen musste, bis man ihn fand, die Zeit jedoch sinnvoll zum Verfassen von Gedichten nutzte.

## Fauna
Der obere Flusslauf nahe dem Mývatn ist Brutgebiet der Fliegen und daher auch vieler Vogelarten. Man findet dort im Frühsommer z. B. die sehr farbenprächtigen Männchen der Kragenente.
Außerdem handelt es sich um einen der berühmtesten Lachsflüsse Islands.

## Verkehr
Der Fluss ist an vielen Stellen leicht zugänglich und überbrückt, zudem findet man zahlreiche bekannte Furten in ihm.

## Kraftwerke
Am Unterlauf des Flusses stehen drei Wasserkraftwerke mit einer Gesamtleistung von 28 MW.
Das erste der Kraftwerke wurde in den Jahren 1938–39 gebaut, v. a. um die Stadt Akureyri mit Strom zu versorgen.
Die Kraftwerke Laxá I, II und III produzieren jeweils 5, 9 und 13,5 MW Strom.
Im Jahr 1970 wurde schon eine Staumauer das dritte Kraftwerk in den Fluss gebaut. Der Mývatn hätte um einige Meter aufgestaut werden sollen. Die ansässigen Bauern waren dagegen und sprengten diese Mauer. Der Dokumentarfilm Hvellur (dt. Knall) aus dem Jahr 2013 berichtet darüber. Erst nach 40 Jahren waren Zeugen und Beteiligte bereit darüber zu sprechen. Das dritte Kraftwerk wurde später kleiner gebaut und es gab die Auflage, dass keine weiteren Wasserkraftwerke an der Laxá gebaut werden dürfen.